# Ogoni

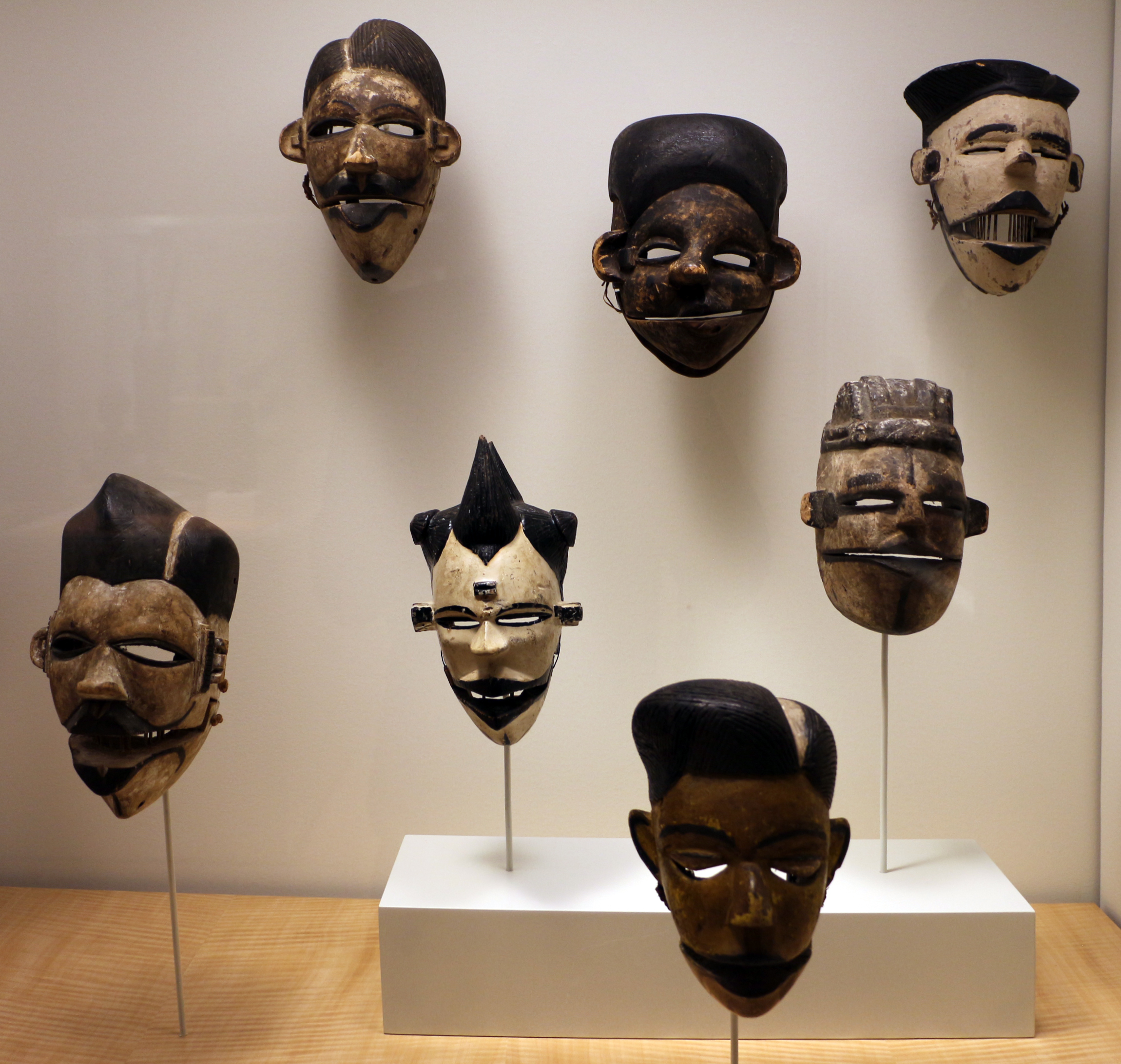
Máscaras de los Ogoni.

Ogoni es uno de los pueblos indígenas de los muchos asentados en el delta del Níger, en el sureste de Nigeria. Suman alrededor de medio millón de personas y llaman a su tierra Ogoni u Ogonilandia.
Los ogoni saltaron a la atención internacional por una campaña masiva de protestas públicas contra la compañía Royal Dutch Shell, dirigida por el Movimiento para la Supervivencia del Pueblo Ogoni (MOSOP).

## Geografía
El territorio está situado en el Estado de Rivers en la costa del golfo de Guinea, al este de la ciudad de Port Harcourt. Se extiende a través de las Áreas de Gobierno Local (AGL) de Khana, Gokana, Tai, y Eleme, en Nigeria. Tradicionalmente, Ogoniland se divide en los seis reinos de la Babbe, Eleme, Gokana, Ken-Khana, Nyo-Khana, y Tai. A diferencia de muchas otras minorías de Nigeria, los Ogoni no tienen un mito sobre su origen común en torno al cual manifestar su unidad como pueblo respecto a los demás pueblos.
Nombrar a los Ogoni supone manifestar una relación común, pero las lenguas habladas no son mutuamente inteligibles entre sí en los idiomas Khana, Gokana, Tai (TEE), Baan y Eleme, que forman parte de la diversidad lingüística del Delta del Níger. La ortografía "Khana" es común, pero es diferente la gramática - Suanu Ikoro (1996). Los idiomas Ogoni son generalmente considerados parte del grupo de "Cross River" de Benue-Congo, aunque la evidencia de tal agrupación sigue siendo débil. Dichos dialectos constituyen un grupo muy cohesionado, con lexemas comunes, a menudo compartidos entre los cinco dialectos. Esto sugiere que la ruptura del grupo es relativamente reciente, quizás coincidente con los primeros contactos con los europeos, aunque no hay documentación directa para tal evento. Es sorprendente, sin embargo, que el léxico y la morfología sean tan distintos de sus presuntos parientes más cercanos, las lenguas del Delta Central. Esto sugiere que el lenguaje ancestral común quedó aislado durante un largo período de tiempo y posteriormente conoció un periodo de expansión, hace algunos siglos.

## Historia
Al igual que muchos pueblos de la costa de Guinea, los Ogoni tienen una estructura política interna liderada por Jefes. Estos sobrevivieron a la época de la trata de esclavos en relativo aislamiento, perdiendo muy pocos o ninguno de sus miembros a la esclavitud. Después de la colonización de Nigeria por parte del Reino Unido en 1885, los soldados británicos alcanzaron el territorio Ogoni en 1901, enfrentándose con una importante resistencia Ogoni a su presencia hasta 1914. De 1908 a 1947, el territorio Ogoni formó parte de la División Administrativa de Opobo. Posteriormente sufrió la sucesiva incorporación a distintas particiones administrativas del actual estado de Nigeria.
Los Ogoni se integraron en una sucesión de sistemas económicos y políticos a un ritmo extremadamente rápido y se les exigía elevados tributos. A principios del siglo XX, "el mundo para ellos no se extendía más allá de los tres o cuatro pueblos vecinos", pero esta visión pronto cambió. Ken Saro-Wiwa, el difunto presidente del MOSOP, describió la transición de esta manera: "Si se piensa que en el plazo de setenta años fueron golpeados por las fuerzas combinadas de la modernidad, el colonialismo, la economía monetaria, el colonialismo indígena y la Guerra Civil de Nigeria, y que tenían que adaptarse a estas fuerzas sin la preparación o dirección adecuadas, podrá hacerse una idea del desconcierto de los Ogoni y la consiguiente confusión generada en aquella sociedad".
La mayor fuente de desgracias recientes para el pueblo Ogoni es el hecho de habitar una región rica en petróleo, sin que por el momento la riqueza así generada haya revertido de forma significativa en su pueblo. Hasta tal punto llega su abandono actual por parte de las instituciones estatales que son escasas las infraestructuras básicas de electricidad y conducciones de agua potable.

### La Unión Nacional de Estudiantes de Ogoni ("NUOS Internacional") con sede en los EE. UU.
La Unión Nacional de Estudiantes de Ogoni (NUOS Internacional) en los EE. UU. es una organización independiente, sin ánimo de lucro, que funciona como la unidad de los estudiantes del Movimiento para la Supervivencia del Pueblo Ogoni (MOSOP). NUOS se esfuerza por mejorar y enriquecer la calidad de vida de los Ogoni a través de la Educación, la Caridad, los intereses socioculturales, científicos y ambientales para todos los estudiantes indígenas. La NUOS proporciona investigación, promoción, y visibilidad a las minorías, mostrando al público la situación en que se encuentra el pueblo Ogoni. La NUOS de los EE. UU. envió una petición al Presidente de dicho país George W. Bush en julio de 2006 para solicitar su intervención en relación con las actuaciones del gobierno de Nigeria y con las actividades de Shell en Nigeria. Parte de la información de este artículo proviene de la Internacional NUOS (EE. UU.).

## Violaciones de los Derechos Humanos
Los Ogoni han sido víctimas de violación de sus derechos humanos en Nigeria durante años. En 1990, miembros de la Fuerza Móvil de Policía (MPF) cargaron contra manifestantes que protestaban por las actividades de la compañía Shell en la localidad de Umuechem, matando a 80 personas y destruyendo 495 casas. En 1993, tras las protestas encaminadas a detener a los contratistas de un nuevo oleoducto de Shell, la MPF actuó en una amplia zona con el fin de sofocar los disturbios. En el caos que siguió, se alega que 27 aldeas fueron atacadas, con resultado de muerte para 2.000 Ogonis y desplazamiento para otras 80.000 personas. A finales de los años 90, se iniciaron una serie de juicios por estos hechos que se saldaron 10 años después con indemnizaciones millonarias por parte de la compañía Shell a favor de los familiares de los activistas muertos en las revueltas, y con la constitución de un fondo fiduciario del que es beneficiario el pueblo Ogoni.